# 国際電気単位
国際電気単位（こくさいでんきたんい、英語: International Electrical Unit）とは、国際オームと国際アンペア、および秒を基本単位とする単位系である。1908年にロンドンで開催された万国電気単本位会議において決議された単位系である。
この決議に基づいた国際オームと国際アンペアの定義は以下である。
国際オーム（International Ohm）
温度 0°C において、質量が 14.4521 g で長さが 106.300 cm の水銀柱の電気抵抗
国際アンペア（International Ampere）
硝酸銀水溶液から反応速度 0.00111800 g/sec で銀を析出させる電流

## 概要
国際電気単位は、電気計測における測定標準として、水銀抵抗原器と銀分離器により単位の現示の方法が定められている。これら単位の現示の条件は実用単位系（絶対単位）によるオームとアンペアに当時の測定技術の精度で等しくなるように、1893年の国際電気会議で定められたものである。なお、この際には電圧標準がクラーク電池を用いて定義されていたが、これは一貫性がないため、1908年に決議された国際電気単位には含まれておらず、国際ボルトは国際オームと国際アンペアの積として組み立てられる。
1908年のロンドン会議では、原則として絶対単位であるQES電磁単位を用いることが決議されており、国際電気単位はQES系とは独立な単位系であるが、「電気計測の目的および立法を根拠付けるものとして採用すべき、充分にQES系と近しい単位系」として、当時の技術的な限界からやむを得ず定められたものである。国際電気単位に基づいて各国で原器が制作され、それらに基づいて国ごとの単位が定められており、日本でも1910年に電気測定法（明治43年3月26日法律第26号）が制定され、国際電気単位が採用された。各国が異なる原器に基づいて単位を定めるため、国際電気単位には国ごとの僅かな差が生じる。このため各国からマンガニン標準抵抗器とウェストン標準電池を持ち寄って国際比較が行われ、単位が維持されていた。
1939年の電気諮問委員会では1940年1月1日より国際電気単位を廃止して絶対単位への移行が決定されたが、その年の国際度量衡総会（CGPM）が第二次世界大戦により中止となった。終戦後の1946年に国際度量衡委員会（CIPM）において1948年1月1日より絶対単位への移行が決議された。日本では1966年に旧計量法の改正（計量法の一部を改正する法律、昭和41年7月1日法律第112号）に伴って電気測定法が廃止された。なお、絶対単位への移行後も各国ではマンガニン標準抵抗器とウェストン標準電池による単位の維持は続けられた。

## その他の単位
既に述べたように、国際ボルトは国際オームと国際アンペアの積
{\displaystyle V_{\text{int}}=\varOmega _{\text{int}}\ A_{\text{int}}}
として組み立てられる。その他の電気単位も一貫性に基づいて
{\displaystyle W_{\text{int}}=V_{\text{int}}\ A_{\text{int}}}
{\displaystyle C_{\text{int}}=A_{\text{int}}\ {\text{s}}}
{\displaystyle F_{\text{int}}=C_{\text{int}}/V_{\text{int}}}
{\displaystyle H_{\text{int}}=\varOmega _{\text{int}}\ {\text{s}}}
で定義される。